# Gare d’Étaples – Le Touquet
Gare d'Étaples - Le Touquet – stacja kolejowa w Étaples, w departamencie Pas-de-Calais, w regionie Hauts-de-France, we Francji. Stacja obsługuje również miejscowość Le Touquet-Paris-Plage.
Stacja została otwarta 1847 przez Compagnie du chemin de fer d'Amiens à Boulogne, następnie została włączona do Compagnie des chemins de fer du Nord w 1851 roku. Obecnie jest stacją Société nationale des chemins de fer français (SNCF), obsługiwaną przez pociągi Intercités, TGV i TERGV, a także przez regionalne ekspresy TER Nord-Pas-de-Calais.